# クラカアグリ
クラカアグリ株式会社は、岡山県倉敷市西中新田に本社を置く農地的確所有法人（農業生産法人）である。主にクラカグループの倉敷青果カット野菜部との契約取引実践モデル農場として、岡山県内の遊休農地・水田を利用し、加工・業務用露地野菜の生産を行っている

。
農地はいずれも岡山県農地中間管理機構を通じ、高齢化や担い手不足で作付けできなくなった農家から水田を賃借。雑草を除去して排水効率を上げる処理を施すなど野菜栽培に適した農地に再生している。

## 概要
2016年、クラカアグリ株式会社設立、岡山県内で加工・業務用のキャベツ・レタス・青ネギの栽培を開始する。
2020年、収益アップと土壌改良の目的でスイートコーンの栽培を始める。翌年にはスイートコーンをネット販売した。。
2021年、新型コロナウィルス感染症の拡大による影響で青ネギの輸入量が減少したのを機に、加工用青ネギの安定供給を図り中国産から国産へ転換するため、農林水産省の補助事業を活用し、青ネギ皮むき洗浄機と冷蔵室が設置された「青ネギ集出荷貯蔵施設」を整備する。

## 受賞歴
- 2019年「おかやまIT経営力大賞」地域貢献賞[9]